# 海军部大厦 (圣彼得堡)

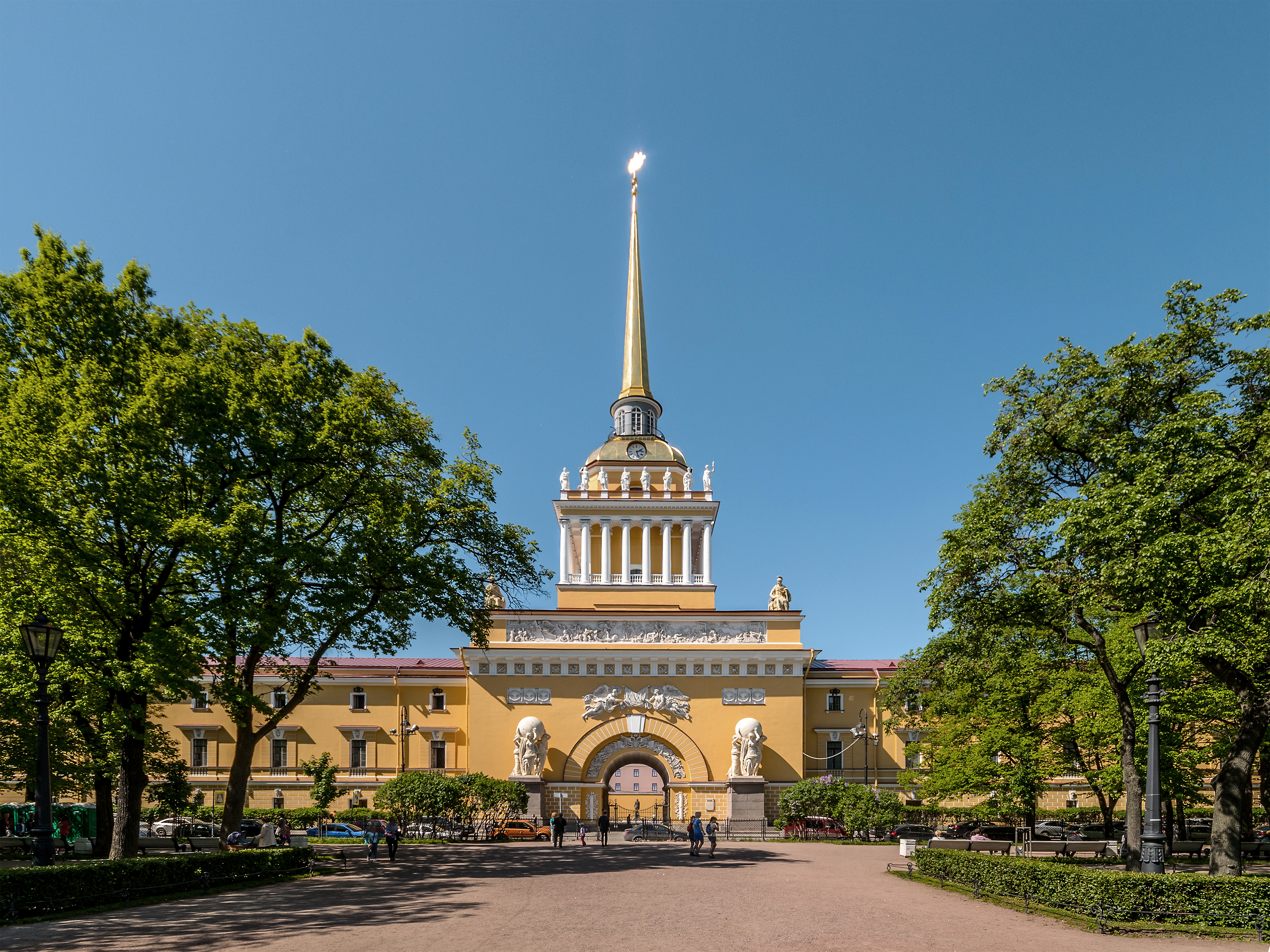
海军部大厦

海军部大厦（俄語：Главное адмиралтейство）位于俄罗斯圣彼得堡，自俄罗斯帝国时期至今皆为俄罗斯海军总部。
这座帝国风格的大厦位于海军部滨河路，涅瓦大街西端，由扎哈罗夫设计，兴建于1806-1823年。镀金的尖塔顶部是金色船形风向标。它是该市最显眼的地标之一。尖塔是老圣彼得堡的三条主要街道的焦点 - 涅瓦大街、戈羅霍娃街和沃兹涅先斯基大街 - 这是由于彼得大帝强调海军的重要性。
圣彼得堡作家弗拉基米爾·納博可夫在1933年写过一部短篇小说《海军部尖塔》。
该建筑面临洛拔诺夫-罗斯托夫斯基公馆。